# Kinginrin

Die Schuppen funkeln wie ein Diamant

Der Kin Gin Rin ist ein Nishikigoi (Kurzform Koi), ein Farbkarpfen. Kin Gin Rin bedeutet Gold Silberne Schuppen. Die Kin Gin Rin Schuppen unterscheiden sich von den Schuppen der metallischen Koi. Sie haben im Gegensatz zu den metallischen Koi eine reflektierende Schicht über die gesamte oder einen Teil der Oberfläche verteilt.
Die Schuppe kann gewölbt oder flach sein. Die Schuppen sollten mindestens 2 Reihen über den ganzen Rücken gehen.
Weitere Untergliederung:
- Kado Gin – Die Schuppe reflektiert nur am Rand.
- Perl Gin-Rin – Die Schuppe glänzt in der Mitte perlmuttartig. Sie verliert zum Rand ihren Glanz.
- Diamant Gin-Rin – Die Schuppe reflektiert Strahlenfömig.
- Beta-Gin – Die Schuppe ist voll reflektierend.

- Ginbo – Dunkler Koi, Silberglanz
- Kinbo – Dunkler Koi, Goldglanz
- Ginsui – Shusui mit Silberglanz
- Kinsui – Shusui mit Goldglanz
- Gin Kabuto – Schwarz behelmt, silberne Schuppenränder
- Kin Kabuto – Schwarz behelmt, goldene Schuppenränder